# Траньков Максим Леонідович
Максим Леонідович Траньков (7 жовтня 1983, Перм) — російський фігурист, який виступає в парному катанні. Заслужений майстер спорту Росії. Прапороносець збірної Росії на закритті Зимових Олімпійських ігор 2014 року.
У парі з Тетяною Волосожар:
- дворазовий олімпійський чемпіон 2014 (в особистих та командних змаганнях)[2];
- чемпіон світу 2013 року;
- триразовий чемпіон Європи (2012, 2013, 2014);
- дворазовий чемпіон Росії (2011, 2013).

У парі з Марією Мухортовою:
- срібний (2008) та дворазовий бронзовий (2009, 2010) призер чемпіонатів Європи;
- чемпіон Росії (2007);
- чемпіон світу серед юніорів (2005).

## Біографія

### Початок занять фігурним катанням
Максима Транькова на ковзанку привели батьки восени 1987 (старший брат Олексій побачив оголошення про набір до групи фігурного катання). Особливого бажання та прагнення Максим не показував, але мати і батько, будучи спортсменами в минулому, наполягали на спортивній кар'єрі. Катався років до восьми без особливих успіхів та мріяв кинути цю справу. Мрія збулася, і рік Максим не катався. Але перший тренер Транькова Валерій Домрачев подзвонив батькам та запропонував їм повернути Максима в спорт, до тренерів Валентини та Валерія Тюкових. Так Максим потрапив до групи парного катання, де катався два роки поодинці. У 11 років став у пару з Олесею Корчагіною, виконав перший дорослий розряд вже в парі. Після двох років спільного катання пара розпалася. Максим став кататися з Ксенією Васильєвою, з нею він домігся сьомого місця на юніорській першості. Ще через два роки Траньков вже катався з Богомоловою Іриною.

### Переїзд в Санкт-Петербург
Влітку 1999 Максим отримав запрошення від Людмили Смирнової, переїхав до Санкт-Петербурга і став у пару з її дочкою Іриною Улановою, з якою вони прокаталися три роки і добилися п'ятого місця на національній юніорській першості.
У 2002 році Траньков перейшов до групи Великова і став у пару з Наталією Шестаковою.

### Виступи з Марією Мухортовою

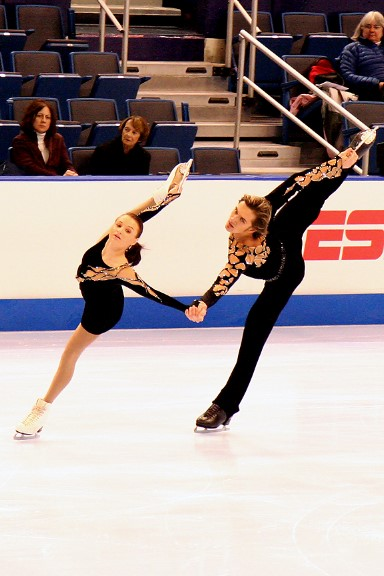
Марія Мухортова та Максим Траньков на турнірі Skate America в 2006

У 2003 Максим почав кататися з Марією Мухортовою, а в 2005 пара виграла чемпіонат світу серед юніорів.
Перехід у «дорослий» розряд дався парі нелегко. Вони багато конфліктували між собою, часто міняли тренерів. Працювали з Тамарою Москвіною, Артуром Дмитрієвим. У 2006 взагалі розійшлися і не каталися разом кілька місяців.
У 2006 році спортсмени в черговий раз перемінили тренера, новим наставником став Олег Васильєв. Одразу після цього вони впевнено виграли чемпіонат Росії 2007 года, на чемпіонат Європи того ж року вони не поїхали через травму Марії, а на чемпіонаті світу стали 11-ми.
У сезоні 2007/2008 року пара стала срібними призерами чемпіонату Росії, поступившись Юко Кавагуті та Олександру Смирнову, а пізніше на чемпіонаті Європи, обіграла їх, ставши другою слідом за Альоною Савченко та Робіном Шолкови. На чемпіонаті світу 2008 року, зірвавши кілька елементів і в короткій і в довільній програмі, спортсмени посіли лише 7-ме місце.

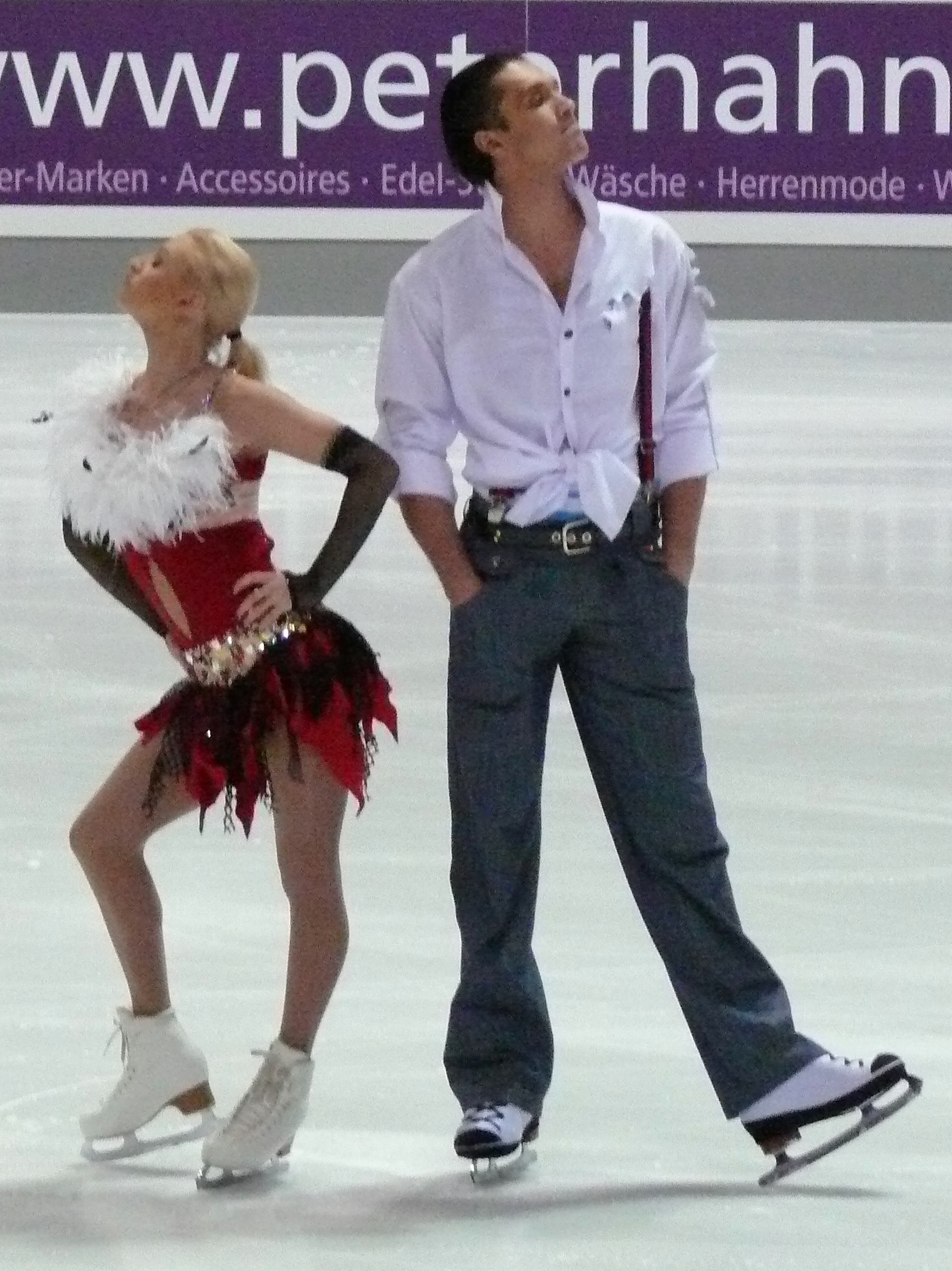
Марія Мухортова та Максим Траньков на турнірі Nebelhorn Trophy в 2008

у сезоні 2008–2009, пара зайняла третє місце на турнірі «Skate America» та стала другою на Trophee Eric Bompard вперше у своїй кар'єрі відібравшись для участі в фіналі Гран-прі з фігурного катання. Там вони посіли шосте, останнє місце, погано виступивши в довільній програмі. Однією з причин невдалого виступу стало погане самопочуття Максима у зв'язку з гострим харчовим отруєнням (на цьому фіналі отруїлися кілька спортсменів та суддів). Одразу після закінчення змагань Максим був доставлений до лікарні. Через два тижні, на чемпіонаті Росії, будучи лідерами після виконання короткої програми, у довільній, Максим не виконав обидва стрибкових елемента. Пізніше коментуючи невдалий виступ спортсмен і його тренер стверджували що причиною зриву був стрес отриманий при виконанні програми в Кореї. У підсумку, пара знову стала срібними медалістами національної першості. На чемпіонаті Європи, після виконання короткої програми були першими, випереджаючи Альону Савченко та Робіна Шолкови майже на три бали, але в довільній програмі знову допустили ряд помилок, посіли четверте місце і в підсумку стали лише третіми. На чемпіонаті світу зайняли п'яте місце.

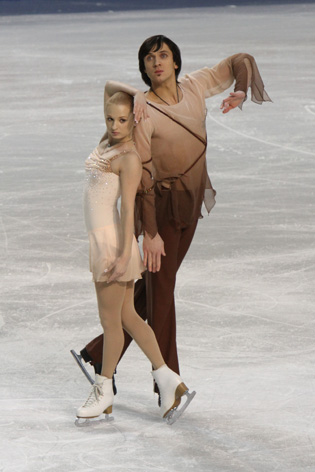
Мухортова та Траньков на чемпіонаті Європи 2010 року

У жовтні 2009, вперше в кар'єрі виграли етап «дорослої» серії Гран-прі — «Trophee Eric Bompard». В фіналі Гран-прі зайняли 4-те місце. Потім, повторили свої торішні результати на чемпіонатах Росії та Європи.
На Олімпійських іграх 2010, в короткій програмі, Максим впав при виконанні потрійного тулупа, пара допустила ще кілька помарок та опинилася на 8-му місці. У довільній програмі вони були 5-ми, а в підсумку змогли зайняти лише 7-ме місце.
На післяолімпійському чемпіонаті світу дует допустив курйозну помилку — при виконанні викиду в довільній програмі впав партнер. Вони зайняли 4-те місце.
Після чемпіонату світу, Максим Траньков повідомив про розпад своєї пари з Марією Мухортовою та пішов від тренера Олега Васильєва. Розрив відбувся з ініціативи Транькова. Серед причин, які спонукали Максима прийняти таке рішення, він виділив відсутність взаєморозуміння з партнеркою та упереджене ставлення тренера.

### Виступи з Тетяною Волосожар

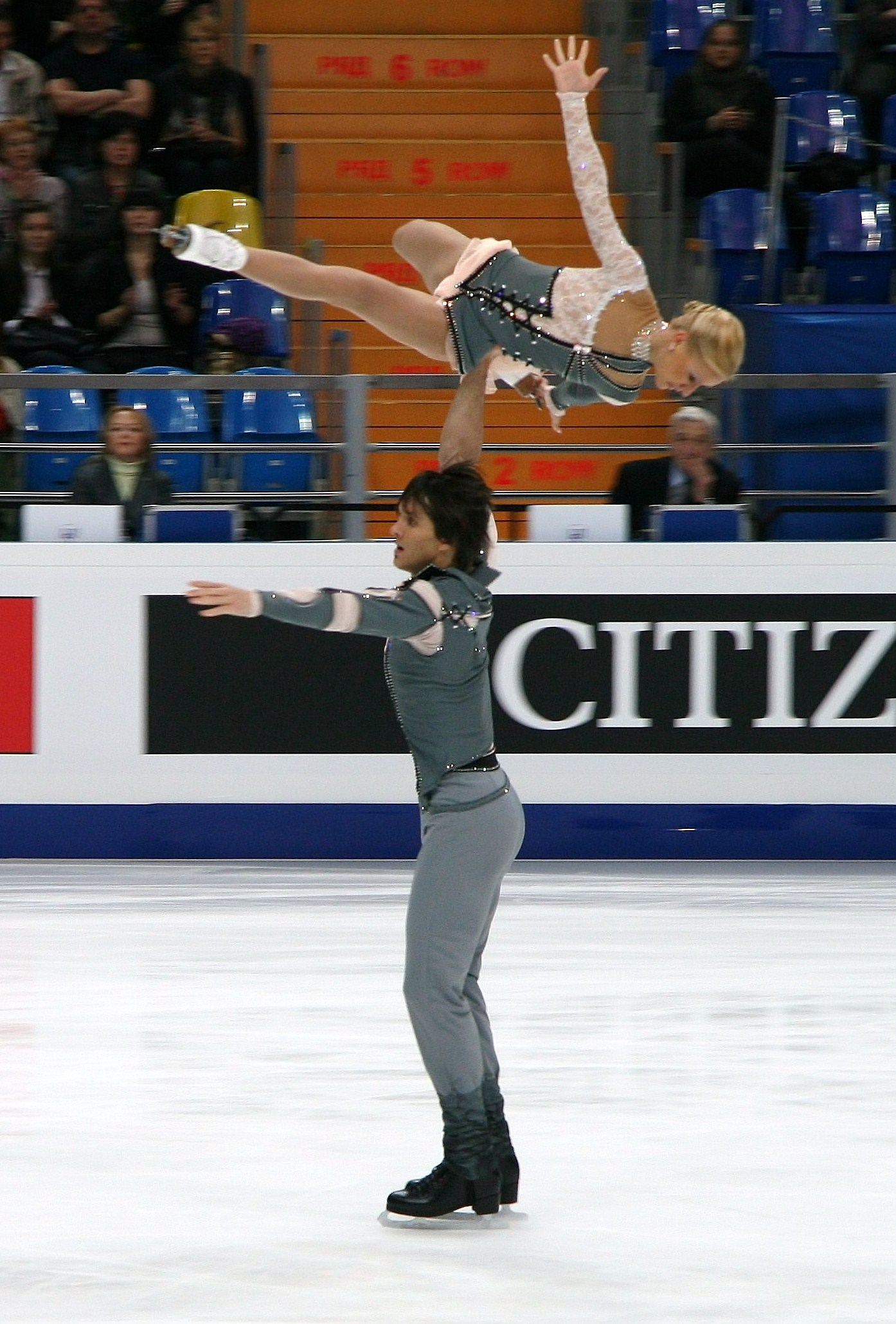
Тетяна Волосожар та Максим Траньков на чемпіонаті світу 2011

Після завершення спортивної кар'єри свого партнера Станіслава Морозова Тетяна Волосожар отримала пропозицію стати в пару з Максимом Траньковим, що залишився без партнерки, яку спортсменка прийняла. Тренером дуету стала Ніна Мозер, допомагає якоій в роботі Станіслав Морозов, а Микола Морозов, який повернувся з США, допоміг у постановці нових програм.
І Тетяні, і Максиму довелося переучувати техніку виконання багатьох елементів, підлаштовуватися один під одного.
Офіційний дебют пари на російських змаганнях відбувся в жовтні 2010 року на третьому етапі Кубка Росії в Пермі, який вони виграли. В умовах серйозної конкуренції пара виграла чемпіонат Росії 2011, лідируючи в обох програмах.
За правилами Міжнародного союзу ковзанярів спортсмени, що перейшли в збірну іншої країни, повинні відбути річний «карантин». Оскільки у Тетяни останнім стартом за Україну була Олімпіада-2010, то нова пара не могла вийти на міжнародну арену до 16 лютого 2011 і вони пропустили чемпіонат Європи (24-30 січня 2011).
Для участі в чемпіонаті світу 2011 року Тетяні та Максиму, як новій парі, потрібно було набрати мінімальний технічний результат (в парах він становить 17 балів в короткій програмі і 30 балів — в довільній). Для досягнення цієї мети пара взяла участь у турнірі Mont Blanc Trophy в лютому 2011 року (проходив в Курмайорі, Італія), одразу ж після закінчення «карантину». Тетяна та Максим не лише без зусиль набрали необхідну суму балів, а й стали беззаперечними лідерами турніру, вигравши обидва види програми.
Чемпіонат світу 2011 спочатку повинен був пройти в Токіо. Тетяна та Максим вилетіли в Японію заздалегідь, щоб акліматизуватися і провести кілька тренувань. Пара прибула в Токіо за кілька годин до землетрусу 11 березня 2011. З фігуристами було втрачено зв'язок. Трохи пізніше з'ясувалося, що вони, на щастя, не постраждали. Фігуристи та тренери деякий час перебували на зборі в Фукуоці достатньо далеко від епіцентру землетрусу, але через зростаючу небезпеку та через нез'ясовану долю чемпіонату було прийнято рішення евакуювати всю бригаду додому, в Росію.. У підсумку чемпіонат світу відбувся у Москві. Він став першим великим спільним міжнародним стартом для Тетяни та Максима, але вони одразу ж змогли піднятися на п'єдестал, посівши 2 місце.
Сезон 2011–2012 почався для пари непросто. Максима переслідували травми. Спочатку, невдало впавши на тренуванні під час літньої підготовки до сезону, він отримав травму плеча, а восени у нього загострилася травма паху. Проте, пара змогла виграти два міжнародні турніри так званої категорії B (Nebelhorn Trophy 2011 і Меморіал Ондрея Непели 2011) і обидва своїх етапи серії Гран-Прі (Skate Canada International 2011 і Trophée Eric Bompard 2011). Причому, коли в міжсезоння розподілялися етапи, у Тетяни та Максима була можливість взяти третій додатковий етап, але вони обмежилися двома, порахувавши, що для потрапляння у фінал цього буде достатньо. Незважаючи на відсутність оптимальної форми через постійну боротьбу з травмами пара без зусиль вийшла в Фінал Гран-Прі, займаючи перше місце в рейтингу після закінчення всіх етапів. У Фіналі Гран-Прі, лідируючи після короткої програми, пара допустила кілька дрібних помилок у довільній і в підсумку посіла 2 місце, в загальній сумі поступившись всього лише 0,18 бала своїм основним конкурентам Савченко-Шолкови. Як з'ясувалося, у фіналі Гран-Прі з травмою виступав не лише Максим, але і Тетяна (травма м'язів стегна). Пара вирішила пропустити чемпіонат Росії, щоб встигнути відновитися до основних стартів сезону. При цьому їм було гарантовано місце в складі збірної Росії, незважаючи на пропуск національного чемпіонату. І Тетяна, і Максим проходили курс лікування в Нью-Йоркській клініці, одній з небагатьох у світі, що спеціалізуються на лікуванні таких спортивних травм.
Тетяна та Максим, лідируючи в обох програмах, впевнено виграли свій перший спільний чемпіонат Європи, правда, за їх словами, перемога принесла б їм набагато більше задоволення, якщо б з турніру через травму партнерки не знялись їх основні конкуренти Савченко-Шолкови. Тетяна та Максим сказали, що після зняття німецької пари у них в якійсь мірі пропала мотивація. До того ж, Тетяна ще не до кінця залікувала травму. Через ці причини спортсмени не прагнули показувати свій максимум на цьому турнірі..
Тріумфальним став для пари сезон 2012—2013 років. Досягнуті вища якість та складність (включаючи два різних потрійних стрибки), вперше судді поставили вищий 4-й рівень складності абсолютно за всі елементи, багато з яких оцінені максимальною надбавкою за якість +3, а також практично максимальні оцінки за компоненти 9-10 балів, що дозволило виграти всі 8 змагань в яких вони брали участь. В дорозі на чемпіонат Європи 2013 Траньков отримав звістку про смерть батька, проте знайшов у собі сили виграти змагання з великою перевагою. На чемпіонаті світу 2013 року в канадському Лондоні з великою перевагою в 20 балів вперше став чемпіоном світу.
18 грудня 2013 року Федерація спортивних журналістів Росії нагородила обох «Срібної ланню» як найкращих спортсменів року.
2014 року на Зимових Олімпійських іграх Тетяна та Максим стали чемпіонами в командних змаганнях.
11 лютого 2014 пара здобула перемогу в короткій програмі, за сумою балів побивши свій же світовий рекорд на 0,19 бала. Олімпійські чемпіони Сочі-2014 у парному катанні. 12 лютого 2014 пара завоювала золоту олімпійську медаль в особистому заліку.

## Освіта
Студент Московського державного гуманітарного університету ім. М. А. Шолохова.

## Програми

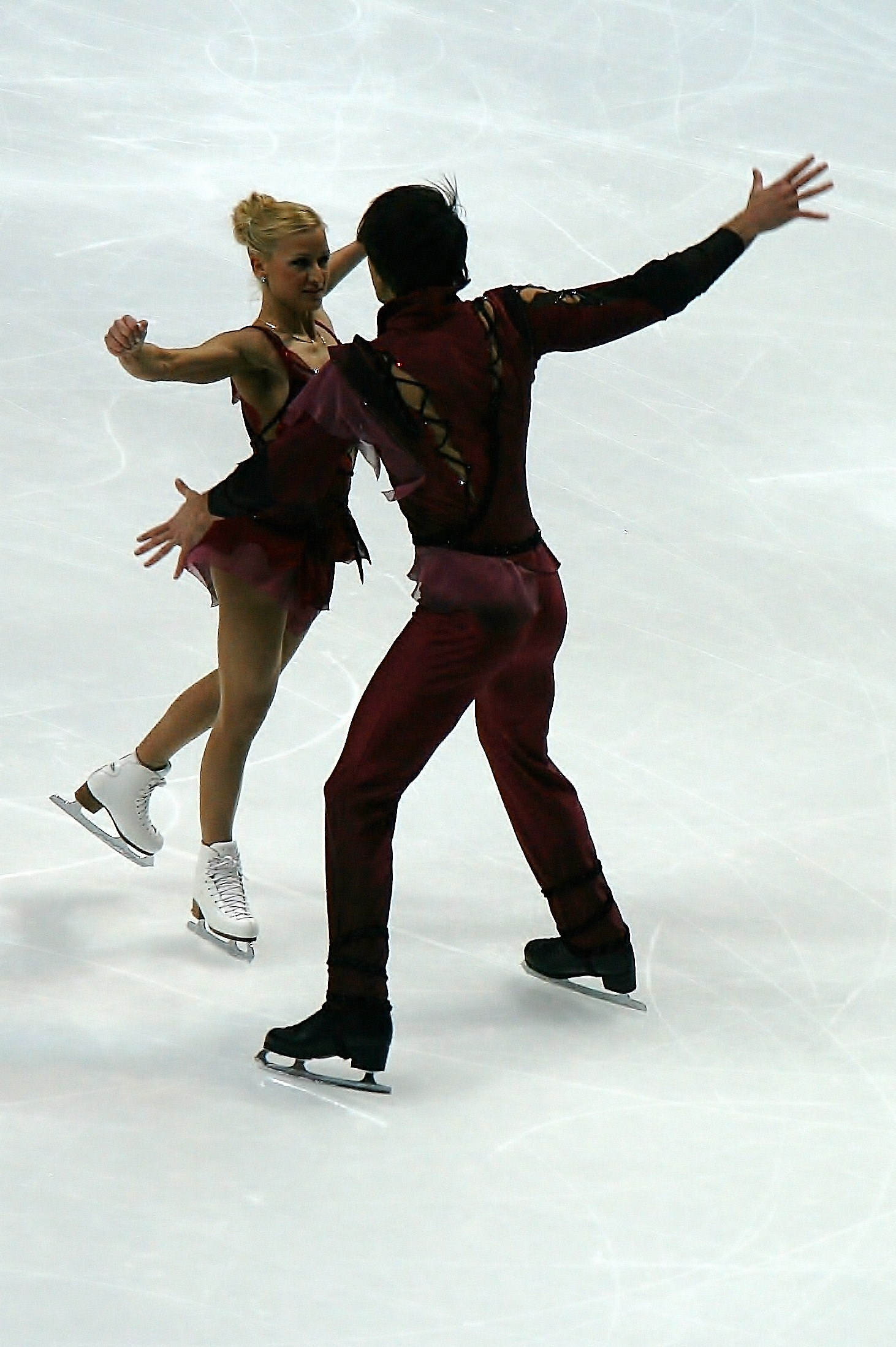
Тетяна Волосожар та Максим Траньков на чемпіонаті світу 2011

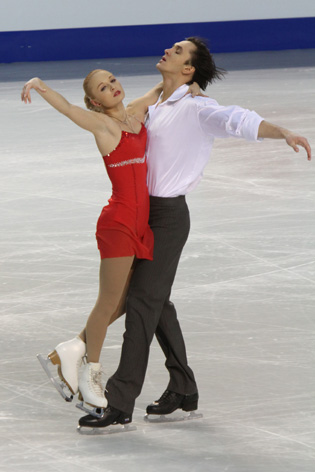
Максим Траньков та Марія Мухортова на чемпіонаті Європи 2010.

(з Т. Волосожар) 
| Сезон     | Коротка програма | Довільна програма | Показові виступи |
| --------- | --- | --- | --- |
| 2013–2014 | Вальс з балету «Маскарад» Арам Хачатурян                                                                                    | «Ісус Христос — суперзірка» Ендрю Ллойд Веббер                                                                                    | «Skyfall» Адель |
| 2012–2013 | «Тема любові» з саундтрека до фільму «Хрещений батько» Ніно Рота (джазова версія) (хореографи Микола Морозов, Еллен Міллер) | «Violin Muse»: Партіта № 2 для скрипки соло Йоганн Себастьян Бах Чакона Томазо Віталі вик. Ікуко Каваї (хореограф Микола Морозов) | «Опять метель» з саундтрека до фільму «Іронія долі. Продовження» Алла Пугачова & Христина Орбакайте (хореограф Олександр Жулін) |
| 2011–2012 | «Bring Me to Life» Evanescence аранжування Алекса Голдштейна (хореограф Джермейн Браун)                                     | Саундтрек до фільму «Чорний лебідь» Клінт Менселл, Петро Чайковський (хореограф Микола Морозов)                                   | «Bring Me to Life» Evanescence«I Will Always Love You» Вітні Х'юстон«Yeah Right» Діон Бромфілд «Aimer» з мюзиклу «Ромео та Джульєтта» |
| 2010–2011 | «Carmina Burana» Карл Орф (хореограф Ігор Чиняєв)                                                                           | «Ромео та Джульєтта» Сергій Прокоф'єв (хореограф Микола Морозов)                                                                  | «Етюд As-dur опус 25 № 1» Шопен (хореограф Микола Морозов) саундтрек до відеогри «Super Mario Bros.» (хореограф Микола Морозов) «L 'Amore Sei Tu» Кетрін Дженкінс (хореограф Микола Морозов) Саундтрек «Опять метель» до фільму «Іронія долі. Продовження» Алла Пугачова & Христина Орбакайте (хореограф Олександр Жулін)\</ small >\ " One Man 's Dream " Yanni (хореограф Олександр Жулін) |

 (з М. Мухортовою) 
| Сезон     | Коротка програма                                                        | Довільна програма                                | Показові виступи                                                   |
| --------- | ----------------------------------------------------------------------- | ------------------------------------------------ | ------------------------------------------------------------------ |
| 2009–2010 | «Appassionata» Secret Garden                                            | Саундтрек до фільму «Історія любові» Франсіс Лей | «Une Vie d'Amour» Мірей Матьє та Шарль Азнавур                     |
| 2008–2009 | «Nobody Home» Pink Floyd у виконанні Лондонського симфонічного оркестру | «Панночка та хуліган» Дмитро Шостакович          | «Погоджуйся хоча б на рай у курені…» Діана Арбеніна і Євген Дятлов |
| 2007–2008 | «Otonal» Рауль ді Бласіо                                                | Прелюдія в Сі мінор Сергій Рахманінов            | «Adagio» Secret Garden                                             |
| 2006–2007 | Музика з кінофільмів Альфред Шнітке                                     | «Елегія» Сергій Рахманінов                       | «Казка мандрів» Альфред Шнітке                                     |
| 2005–2006 | Baxter                                                                  | Рапсодія на тему Паганіні Сергій Рахманінов      | «Дощик осінній» з фільму «Турецький гамбіт» Ольга Красько          |
| 2004–2005 | Quidam з Cirque du Soleil Рене Дюпере                                   | «El dia que me quieras» Рауль ді Бласіо          | «Дощик осінній» з фільму «Турецький гамбіт» Ольга Красько          |
| 2003–2004 | Саундтрек до фільму «Мелодії білої ночі» Ісаак Шварц                    | «The Day when Loving You» Рауль ді Бласіо        | Safri Duo                                                          |

## Спортивні досягнення
(з Т. Волосожар) 
| Змагання/Сезон                                  | 2010–2011 | 2011–2012 | 2012–2013 | 2013–2014 |
| ----------------------------------------------- | --------- | --------- | --------- | --------- |
| Зимові Олімпійські ігри. індивідуальні змагання |           |           |           | 1         |
| Зимові Олімпійські ігри. Командні змагання      |           |           |           | 1         |
| Чемпіонати світу. Індивідуальні змагання        | 2         | 2         | 1         |           |
| Чемпіонати світу. командні змагання             |           |           |           |           |
| Чемпіонати Європи                               |           | 1         | 1         | 1         |
| Чемпіонати Росії                                | 1         |           | 1         |           |
| Фінали Гран-прі                                 |           | 2         | 1         | 2         |
| Етапи Гран-прі: Skate America                   |           |           | 1         | 1         |
| Етапи Гран-прі: Skate Canada                    |           | 1         |           |           |
| Етапи Гран-прі: Cup of Russia                   |           |           | 1         |           |
| Етапи Гран-прі: NHK Trophy                      |           |           |           | 1         |
| Етапи Гран-прі: Trophee Eric Bompard            |           | 1         |           |           |
| Меморіал Ондрея Непели                          |           | 1         |           |           |
| Nebelhorn Trophy                                |           | 1         | 1         | 1         |
| Mont Blanc Trophy                               | 1         |           |           |           |

 (з М. Мухортовою) 
| Змагання/Сезон                       | 2003–2004 | 2004–2005 | 2005–2006 | 2006–2007 | 2007–2008 | 2008–2009 | 2009–2010 |
| ------------------------------------ | --------- | --------- | --------- | --------- | --------- | --------- | --------- |
| Зимові Олімпійські ігри              |           |           |           |           |           |           | 7         |
| Чемпіонати світу                     |           |           | 12        | 11        | 7         | 5         | 4         |
| Чемпіонати Європи                    |           |           |           |           | 2         | 3         | 3         |
| Чемпіонати світу серед юніорів       | 3         | 1         |           |           |           |           |           |
| Чемпіонати Росії                     | 1J.       |           | 3         | 1         | 2         | 2         | 2         |
| Фінали Гран-прі                      |           |           |           |           |           | 6         | 4         |
| Етапи Гран-прі: Trophee Eric Bompard |           |           |           |           | 3         | 2         | 1         |
| Етапи Гран-прі: Cup of Russia        |           | 6         | 4         | 7         | 4         |           |           |
| Етапи Гран-прі: Skate America        |           |           |           | 5         |           | 3         |           |
| Етапи Гран-прі: Skate Canada         |           |           | 7         |           |           |           | 2         |
| Finlandia Trophy                     |           |           |           |           | 1         |           |           |
| Nebelhorn Trophy                     |           |           |           |           |           | 2         |           |

- J = Юніорський рівень